# XLIX Puchar Gordona Bennetta (balonowy)
49 Puchar Gordona Bennetta – zawody balonów wolnych o Puchar Gordona Bennetta zorganizowane w Albuquerque w Stanach Zjednoczonych. Start nastąpił 2 października 2005 roku.

## Uczestnicy
Wyniki zawodów.
| Zajęte miejsce | Balon                  | Załoga Pilot Pomocnik pilota            | Kraj              | Czas lotu [h] | Odległość [km] | Miejsce lądowania                                                   |
| -------------- | ---------------------- | --------------------------------------- | ----------------- | ------------- | -------------- | ------------------------------------------------------------------- |
| 1.             | N6326T                 | Bob Berben Benoît Siméons               | Belgia            | 64:98         | 3400,39        | Na zachód od Squatec, Quebec (CAN)                                  |
| 2.             | D-OWBI Columbus V      | Wilhelm Eimers Ulrich Seel              | Niemcy            | 46:15         | 2582,54        | Na południe od Iroquois Falls, Ontario (CAN)                        |
| 3.             | HB-QHP Ajoie           | Christian Stoll Walter Mattenberger     | Szwajcaria        | 44:52         | 2404,61        | Na wschód od Chapleau, Ontario (CAN)                                |
| 4.             | D-OCOX Belgica II      | Ronny van Havere Luc Van Geyte          | Belgia            | 42:98         | 2268,27        | Manitouwadge (lub Struthers), Ontario (CAN)                         |
| 5.             | N9041W                 | Andy Cayton Dan Suskin                  | Stany Zjednoczone | 38:65         | 1962,02        | Watton, Michigan (USA)                                              |
| 6.             | D-OFVA                 | Josef Höhl Stefan Handl                 | Niemcy            | 39:86         | 1959,12        | Triangle Ranch Amasa, Michigan (USA)                                |
| 7.             | D-ORZL Nicaero Nautilo | Gerald Stürzlinger Johann Fürstner      | Austria           | 38:38         | 1890,80        | Eagle River, Wisconsin (USA)                                        |
| 8.             | N767SP                 | Leo Burman Danielle Francoeur           | Kanada            | 35:11         | 1696,75        | Sturgeon Lake, Minnesota (USA)                                      |
| 9.             | D-OCFT Kandersteg      | Max Krebs Walter Vollenweider           | Szwajcaria        | 30:73         | 1591,60        | Na wschód od Little Falls, Minnesota (USA)                          |
| 10.            | G-BWOK                 | Tom Donelly Colin Butter                | Wielka Brytania   | 23:09         | 1064,86        | Na północny zachód od Columbus, Nebraska (USA)                      |
| 11.            | N707GH All White       | David Levin Mark Sullivan               | Stany Zjednoczone | 22:76         | 980,62         | Na południowy wschód od Bruning (okolice Hebron), Nebraska (USA)    |
| 12.            | JA-A 1044              | Saburo Ichyoshi Maico Oiwa              | Japonia           | 21:42         | 963,10         | Strawberry, Kansas (USA)                                            |
| 13.            | D-OWBA Warsteiner      | Heinz Brachtendorf Karl-Heinz Hutmacher | Niemcy            | 22:55         | 958,23         | Clay Center, Nebraska (USA)                                         |
| 14.            | N96YD Zero Gravity     | Richard Abruzzo Carol Rymer-Davis       | Stany Zjednoczone | 20:61         | 530,75         | Na zachód od Kearny County (Na zachód od Garden City), Kansas (USA) |